# Amândio José Tomás

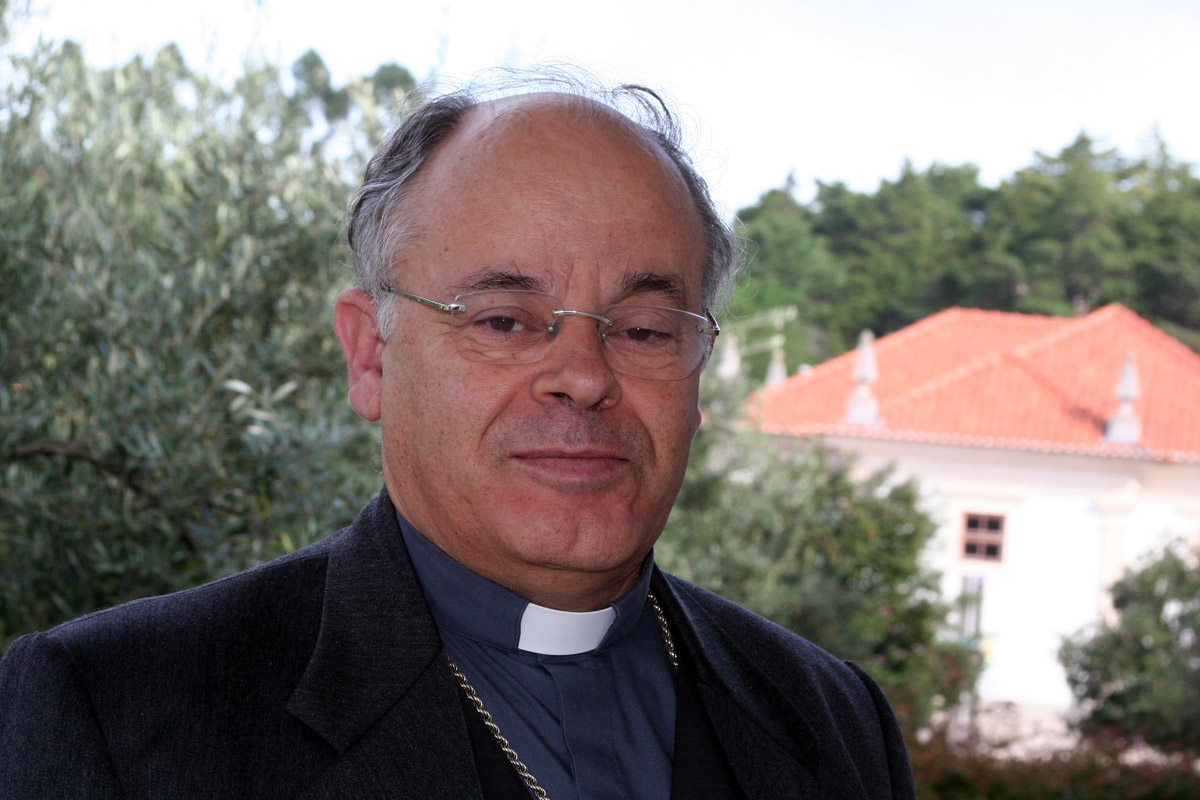
Amândio José Tomás, 2019

Amândio José Tomás (* 23. April 1943 in Cimo de Vila da Castanheira, Portugal) ist ein portugiesischer Geistlicher und emeritierter römisch-katholischer Bischof von Vila Real.

## Leben
Amândio José Tomás empfing am 15. August 1967 das Sakrament der Priesterweihe für das Bistum Vila Real.
Am 5. Oktober 2001 ernannte ihn Papst Johannes Paul II. zum Titularbischof von Feradi Maius und bestellte ihn zum Weihbischof in Évora. Johannes Paul II. spendete ihm am 6. Januar 2002 die Bischofsweihe; Mitkonsekratoren waren die Kurienerzbischöfe Leonardo Sandri, Substitut der Sektion für die Allgemeinen Angelegenheiten im Staatssekretariat, und Robert Sarah, Sekretär der Kongregation für die Evangelisierung der Völker.
Papst Benedikt XVI. ernannte ihn am 8. Januar 2008 zum Koadjutorbischof von Vila Real. Am 17. Mai 2011 wurde Amândio José Tomás in Nachfolge von Joaquim Gonçalves, der aus Altersgründen zurücktrat, Bischof von Vila Real.
Am 11. Mai 2019 nahm Papst Franziskus seinen altersbedingten Rücktritt an.